# أمل فتحي
أمل فتحي أحمد عبد التواب (مواليد 1 سبتمبر 1984) هي ناشطة حقوقية مصرية في حركة شباب 6 أبريل، اعتقلت في مايو 2018 بتهمة نشر أخبار كاذبة، بعدما نشرت على شبكات التواصل الاجتماعي فيديو انتقدت فيه قلة تحرك السلطات لوقف التحرش الجنسي الذي تتعرض له المصريات.
كانت فتحي قد أُلقي القبض عليها صباح يوم 11 مايو 2018 مع زوجها محمد لطفي، الباحث السابق بمنظمة العفو الدولية، والمدير الحالي للمفوضية المصرية للحقوق والحريات. وقد داهمت الشرطة منزل الزوجين في القاهرة، وأحضرتهما إلى قسم الشرطة، مع طفلهما البالغ من العمر ثلاث سنوات. وكانت أمل قد انتقدت الحكومة المصرية لتقاعسها عن توفير الحماية للنساء والسماح بالتحرش الجنسي بهم، حسبما أفاد كل من زوجها ونجية بونعيم، مديرة الحملات لشمال أفريقيا بمنظمة العفو الدولية. وأفرج عنها في ديسمبر 2018.